# Малахов, Алексей Стефанович
Алексе́й Стефа́нович Мала́хов (род. 1939, д. Северец Клетнянского района Орловской [на тот момент; ныне - Брянской] области СССР) — советский и российский учёный-агроном, кандидат экономических наук, профессор. Ректор Академии менеджмента и агробизнеса нечернозёмной зоны РФ. Академик РАЕН. Автор более 150 научных публикаций.

## Биография
Начинал колхозником, прошёл путь до заместителя начальника статистического управления по Ленинграду и Ленинградской области. В 1986 году организовал Академию менеджмента и агробизнеса нечернозёмной зоны РФ, бессменным ректором которой и является.

## Награды
- Орден «Знак Почёта»
- Орден Дружбы (Россия)[1]
- Медаль «В память 300-летия Санкт-Петербурга»
- Золотая медалью Министерства сельского хозяйства Российской Федерации «За вклад в развитие агропромышленного комплекса России»
- Заслуженный работник сельского хозяйства Российской Федерации
- Почётный работник высшего профессионального образования Российской Федерации
- Почётная грамота Правительства Российской Федерации
- Почётная грамота Комитета по сельскому хозяйству Ленинградской области